# Tuckerton
Tuckerton és una població dels Estats Units a l'estat de Nova Jersey. Segons el cens del 2007 tenia 3.846 habitants.

## Demografia
Segons el cens del 2000, Tuckerton tenia 3.517 habitants, 1.477 habitatges, i 921 famílies. La densitat de població era de 371 habitants/km².
Dels 1.477 habitatges en un 28,1% hi vivien nens de menys de 18 anys, en un 50% hi vivien parelles casades, en un 8,9% dones solteres, i en un 37,6% no eren unitats familiars. En el 31,6% dels habitatges hi vivien persones soles el 15,5% de les quals corresponia a persones de 65 anys o més que vivien soles. El nombre mitjà de persones vivint en cada habitatge era de 2,38 i el nombre mitjà de persones que vivien en cada família era de 3,02.
Per edats la població es repartia de la següent manera: un 23% tenia menys de 18 anys, un 8% entre 18 i 24, un 29,1% entre 25 i 44, un 23% de 45 a 60 i un 16,8% 65 anys o més.
L'edat mediana era de 39 anys. Per cada 100 dones de 18 o més anys hi havia 94,1 homes.
La renda mediana per habitatge era de 40.042 $ i la renda mediana per família de 49.528 $. Els homes tenien una renda mediana de 35.799 $ mentre que les dones 30.583 $. La renda per capita de la població era de 20.118 $. Aproximadament el 5,9% de les famílies i el 7,9% de la població estaven per davall del llindar de pobresa.

## Poblacions més properes
El següent diagrama mostra les poblacions més properes.